# Szentháromság-templom (Vidombák)
A Szentháromság-templom Vidombák legrégibb fennmaradt ortodox temploma. 1780-ban épült egy korábbi fatemplom helyén, a falu déli, románok lakta részén; eredeti formáját máig megőrizte. Helyi jelentőségű műemlékként tartják nyilván BV-II-m-B-11701 kódszám alatt.

## Története
A szászok által a középkorban alapított Vidombákon legelőször 1700-ban említenek románokat; ők a Vidombák folyó jobb partján, a szászokkal átellenben kezdtek letelepedni. Már a 18. század elején volt fatemplomuk, ugyanis 1733-ban leégéséről adnak hírt. A krónikák megemlítik, hogy ebben az évben tűzvészek pusztítottak a faluban, a kurátor (gociman) szerint viszont a német elöljárók gyújtatták fel. 1737-ben fából és tapasztott sövényből új templomot építettek. 1775-ben megalakult a vidombáki ortodox egyházközség; ekkor már több mint 200 román élt a faluban.
Az új fatemplom egy 1777-es tűzvész során égett le, helyén pedig 1780-ban felépítették a ma is álló kőtemplomot, melyre II. József magyar király adott engedélyt. Támogatója a brassói Ioan Boghici kereskedő volt, aki több más barcasági ortodox templom építését is pénzelte, de a helyi hívek is hozzájárultak az építéshez. Felszentelése 1781. július 7-én történt. Freskóit 1814-ben készítette Nicolae festő, ezeket később lemeszelték, de egy 20. századi renoválás során feltárták a tornác falára festett Utolsó Ítélet-freskót. Tornya csak 1830-ban készült el. Román oktatást már 1807-ben említenek; 1878-ban a templom mellett új iskolaépületet emeltek, mely ma paplakként szolgál.
1900-ban telkét kerítéssel vették körül, az utca mentén fenyőket ültettek. A 20. század során többször felújították. Mai ikonosztáza 1934-ben, freskói 1961-ben és 1983-ban készültek. A 2010-es években 750 család tartozott az egyházközséghez.

## Leírása
Az ortodox templomokra jellemzően kereszt alaprajzú, hossza 15 méter, szélessége a hajónál 6 méter, az apszisnál 9 méter. A régebbi rész (hajó és tornác) terméskőből és téglából épült, az újabb rész (torony) téglából. A fa tetőszerkezetet cserép fedi. A templomot temető veszi körül, ahol két oszlop állít emléket a világháborúkban elesett románoknak.